# John F. Clauser
John F. Clauser (* 1. prosince 1942, Pasadena, Kalifornie, USA) je americký teoretický a experimentální fyzik. Známý je díky svým příspěvkům v oblasti základů kvantové mechaniky, zejména Clauserovy-Horneovy-Shimonyovy-Holtovy nerovnosti. 
V roce 2022 získal společně s francouzským fyzikem Alainem Aspectem a rakouským fyzikem Antonem Zeilingerem Nobelovu cenu za experimenty s provázanými fotony v oblasti kvantové mechaniky.

## Život
Bakalářský titul z fyziky získal v roce 1964 na Kalifornském technologickém institutu. Dále pokračoval ve studiu na Kolumbijské univerzitě, kde získal magisterský (1966) a doktorský (1969) titul. 
V letech 1969 až 1996 pracoval v Lawrence Berkeley National Laboratory, Lawrence Livermore National Laboratory a na Kalifornské univerzitě v Berkeley. Na Berkeley byl členem Fundamental Fysiks Group, neformální skupiny fyziků, která se každý týden scházela, aby probírala otázky kvantové mechaniky a filozofie. 
V roce 1972 provedl společně se Stuartem Freedmanem první experimentální test předpovědi Bellových nerovností. Jednalo se o první experimentální pozorování kvantového provázání a současně první pozorování narušení Bellových nerovností.
Poté roku 1974 společně s Michaelem Hornem prokázal, že zobecněné Bellovy nerovnosti vytváření vážné omezení pro všechny lokální realistické teorie přírody. Tato práce představila Clauser-Horneovy nerovnosti, první obecně platné experimentální požadavky nastavené lokálním realismem. CH nerovnosti se redukují na CHSH nerovnosti, načež experimentální testy rovněž omezují lokální realismus. Později v roce 1974 rovněž provedl první pozorování sub-Poissonovské statistiky pro světlo (přes porušení Cauchyho-Schwarzových nerovností pro klasické elektromagnetické pole) a tím poprvé experimentálně jednoznačně demonstroval částicový charakter fotonů. V roce 1976 provedl druhý experimentální test Bellových nerovností.
Za tyto práce získal v roce 2010 Wolfovu cenu za fyziku, společně s Antonem Zeilingerem a Alainem Aspectem.